# Parc y Scarlets
Parc y Scarlets (IPA: /ˈpark ə ˈskarlɛts/, in inglese Scarlets Park) è un impianto rugbistico di Llanelli, città del Regno Unito facente parte della contea gallese del Carmarthenshire.
Costruito nel 2003 e aperto nel 2008, è il terreno interno della franchise gallese di Pro14 degli Scarlets nonché del club di prima divisione Llanelli.
Benché principalmente impianto di rugby a 15, Parc y Scarlets è talora utilizzato per incontri della nazionale di calcio gallese e dal club calcistico del Llanelli Town per gli incontri UEFA.
Costato circa 23 milioni di sterline (circa 29 milioni di euro al cambio dell'epoca), è capace di più di 14 000 posti a sedere ed è dotato di sale congressi, ristorante e aree ospitalità.